# Craterostigma
Craterostigma es un género con 28 especies de plantas de flores perteneciente a la familia Scrophulariaceae. 

## Especies seleccionadas
- Craterostigma alatum
- Craterostigma auriculaefolium
- Craterostigma boranense
- Craterostigma cerastioides
- Craterostigma chironioides

- Datos: Q5198762
- Multimedia: Craterostigma / Q5198762
- Especies: Craterostigma